# Elleanthus caricoides
Elleanthus caricoides là một loài thực vật có hoa trong họ Lan. Loài này được Nash mô tả khoa học đầu tiên năm 1907.